# Victoria (film, 2016)
Ne doit pas être confondu avec Victoria (film, 2015).
Pour les articles homonymes, voir Victoria.
Pour plus de détails, voir Fiche technique et Distribution.
Victoria est un film de procès français réalisé par Justine Triet, sorti en 2016.
Il s'agit d'une comédie dramatique, centrée sur une avocate confrontée à des bouleversements dans sa vie personnelle et professionnelle.
Le film est présenté en ouverture de la Semaine de la critique au Festival de Cannes 2016. Il reçoit un accueil critique favorable et obtient cinq nominations aux César du cinéma en 2017, notamment dans les catégories meilleur film et meilleure actrice pour Virginie Efira.

## Synopsis
Victoria Spick, avocate pénaliste et mère de deux enfants, assiste à un mariage au cours duquel une femme est blessée au couteau. Le compagnon de la victime, un ami de Victoria, est accusé, et elle accepte de le défendre. Elle y retrouve Sam, un ancien client poursuivi pour trafic de stupéfiants, qui s'installe chez elle comme « homme au pair ».
Son ex-compagnon publie un blog mêlant éléments intimes et informations confidentielles sur certaines de ses affaires, entraînant un procès en diffamation et la dégradation de son cabinet par un ancien client. Victoria est provisoirement suspendue du barreau pour avoir échangé avec un témoin, mais reprend ensuite le dossier. L'affaire prend une dimension médiatique. En parallèle, elle entame plusieurs relations avec des hommes dans un contexte personnel instable, tandis que sa relation avec Sam évolue.

## Fiche technique
- Titre original : Victoria
- Réalisation et scénario : Justine Triet avec la collaboration de Thomas Lévy-Lasne
- Photographie : Simon Beaufils
- Son : Julien Sicart, Olivier Touche, Simon Apostolou
- Décors : Olivier Meidinger
- Casting : Cynthia Arra et Youna De Peretti
- Costumes : Charlotte Vaysse
- Montage : Laurent Sénéchal
- Supervision musicale : Thibault Deboaisne (Sound Division)
- Producteur : Emmanuel Chaumet
- Sociétés de production : France 2 Cinéma, Ecce Films, CNC, Canal+, Ciné+, France Télévisions et Cinémage 10
- Société de distribution : Le Pacte (France)
- Pays d'origine :  France
- Genre : comédie dramatique et romance
- Durée : 96 minutes[1].
- Format : Couleur, 2.35:1
- Langue : français et anglais
- Budget : 3,99 millions d'euros[2]
- Box-office France : 640 752 entrées
- Date de sortie : 
  - France : 12 mai 2016 (Semaine de la critique du Festival de Cannes 2016) ; 14 septembre 2016 (sortie nationale)

## Distribution
- Virginie Efira : Victoria Spick
- Vincent Lacoste : Sam

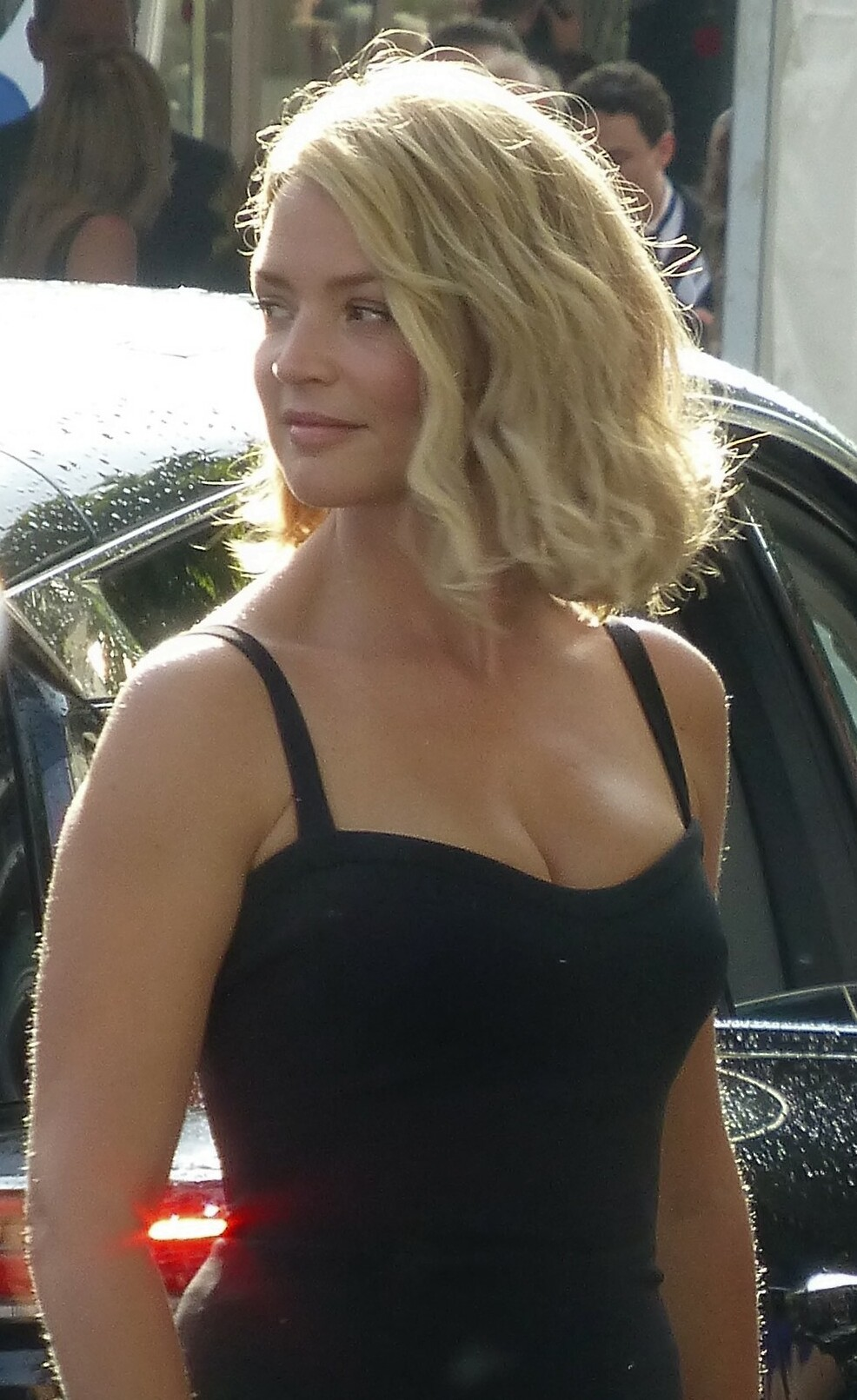
Virginie Efira au Festival de Cannes 2016, année de présentation de Victoria.

- Melvil Poupaud : Vincent, le client de Victoria
- Laurent Poitrenaux : David, l'ex de Victoria
- Laure Calamy : Christelle, la collègue de Victoria
- Alice Daquet : Ève, la plaignante
- Julie Moulier : la présidente du tribunal à Nantes
- Pierre Maillet : le psy
- Sabrina Seyvecou : Suzanna
- Sophie Fillières : Sophie
- Marc Ruchmann : l'amant d'un soir no 2
- Arthur Mazet : le premier baby-sitter
- Arthur Harari : le dresseur du chimpanzé
- Claire Burger : Leslie Chevalier
- Elsa Wolliaston : la voyante
- Aurélien Bellanger : le voisin de table de Victoria au mariage
- Hector Obalk : le président du tribunal à Paris
- Vincent Dietschy : L'acupuncteur
- Thomas Lévy-Lasne : Axel
- Antoine Bueno : L'expert vétérinaire

## Production

Le bâtiment de l'ESIEE Paris, situé à Champs-sur-Marne, a servi de décor pour simuler le tribunal de Nantes.

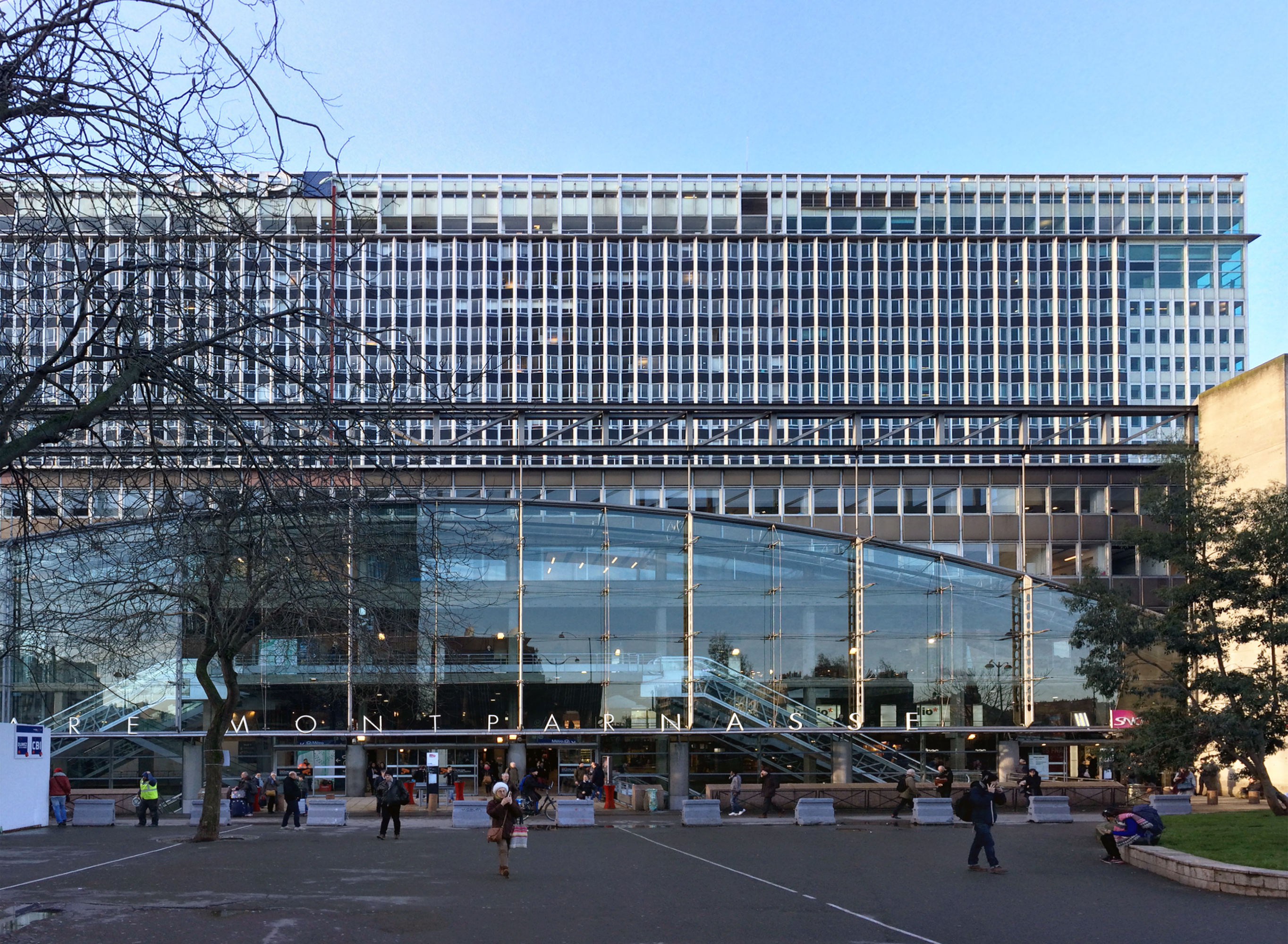
La gare Montparnasse, à Paris, a servi de décor pour certaines scènes d'extérieur du film.

Le tournage de Victoria débute en juillet 2015 et se déroule principalement en région parisienne.
Des scènes d'extérieur sont filmées dans le 13e arrondissement de Paris, notamment dans le quartier des Olympiades, ainsi qu'à la gare Montparnasse. La préfecture des Hauts-de-Seine, à Nanterre, est utilisée pour représenter la salle d'assises du tribunal. La façade et le perron de l'ESIEE Paris, à Champs-sur-Marne, servent de décor pour figurer le palais de justice de Nantes.
Certaines séquences intérieures sont tournées aux studios de Bry-sur-Marne.

## Accueil

### Critique
En France, le site Allociné recense une moyenne des critiques presse de 4/5.
Pour le critique Jacques Mandelbaum du journal Le Monde, le thème de ce film, c'est «la grandeur et la solitude de la femme moderne». Pour Jacques Morice dans l'hebdomadaire Télérama, quelques années plus tard, c'est un film sur « le trop-plein, la confusion des genres et des sentiments, le travail, la famille et l’amour entremêlés », une « chronique d’une femme d’aujourd’hui » comme La Bataille de Solférino, le premier long-métrage de Justine Triet sorti en 2013, mais mieux écrit.

### Box-office
- France : 657 487 entrées[8]

## Distinctions

### Sélection
- Festival de Cannes 2016 : film d'ouverture de la Semaine de la critique

### Récompense
- 7e cérémonie des Magritte du cinéma : Magritte de la meilleure actrice pour Virginie Efira

### Nominations
- 22e cérémonie des prix Lumières : Prix Lumières de la meilleure actrice pour Virginie Efira
- 42e cérémonie des César : César du meilleur film, César de la meilleure actrice pour Virginie Efira, César du meilleur acteur dans un second rôle pour Vincent Lacoste et Melvil Poupaud, et César du meilleur scénario original